# Ceriantari
Ceriantarii (Ceriantharia) sunt un ordin mic de antozoare hexacoraliere marine care cuprinde circa 141 de specii grupate în 40 de genuri cuprinse 3 familii (Arachnactidae, Botrucnidiferidae și Cerianthidae), răspândite în toate mările tropicale și subtropicale; se întind și înspre poli, însă lipsesc de obicei în mările cu o salinitate slabă, ca Marea Baltică și Marea Neagră.

## Descrierea
Trăiesc într-un tub, unde stau înfipți vertical. Tubul are o consistență mucilaginoasă, fiind căptușit cu o pătură de mucus, secretată de ectoderm, de care se prind granule de nisip. În caz de pericol se retrag complet în aceste tuburi. Se pot târî uneori pe substrat. Uneori într-un tub se află pe o perioadă de timp câțiva ceriantari.
Ceriantarii sunt hexacoralieri cu aspect vermiform, cu un corp cilindric alungit ca la un vierme. Au o talie medie sau mare; Cerianthus membranaceus din Marea Mediterană , ajunge la 20 cm lungime, iar tubul de secreție la 1 m. Culoarea ceriantarilor este mai întotdeauna violetă-brunie. 
La extremitatea superioară, în jurul orificiului bucal, au două coroane concentrice de tentacule neretractile, simple sau duble fiecare, uneori dungate, viu colorate, coroana externă este formată din tentacule marginale (periferice) sau laterale, lungi, iar coroana internă din tentacule bucale sau labiale, scurte. De regulă tentaculele bucale sunt orientate în sus, iar tentaculele marginale stau pe sol. La partea inferioară a corpului, ascuțită, se găsește un mic por (orificiu) prin care este eliminată apa din cavitatea gastrală în timpul construcției corpului.
Ceriantarii nu au schelet calcaros și nici disc adeziv pedios. Faringele are o singură sifonoglifă dorsală în dreptul lojei dorsale directoare. Fanioanele sunt slab dezvoltate. În peretele corpului au o musculatură longitudinală ectodermică puternică și o rețea nervoasă bogată. În schimb, mușchii longitudinali ai septelor sunt aproape inexistenți și situați nu ca la ceilalți hexacoralieri, ci numai pe fața ventrală a septelor, ca la octocoralieri.  Septele apar deodată, ceea ce constituie o altă asemănare cu octocoralierii.

## Habitatul
Duc o viață solitară pe fundurile mâloase sau nisipoase ale mărilor. Sunt specii sedimentofile, stând înfundați în sedimentul mării, la exterior ieșind doar treimea superioară a tubului.

## Hrana
Sunt specii carnivore. Se hrănesc cu ce apucă pe fundurilor marine, mai ales cu viermi, crustacee, pești etc.

## Specii mai cunoscute
Cerianthus membranaceus este o specie comună în Marea Mediterană și este unul dintre animalele obișnuite și preferate în acvarii, unde se comportă foarte bine și poate trăi zeci de ani. Extins, poate ajunge la 30 cm lungime, iar tubul de secreție la 1 m.
În Marea Neagra se găsește o singură specie - Pachycerianthus solitarius, din familia Cerianthidae, care trăiește pe fundurile sedimentare ale mării, la adâncimi de 10-100 m; acest ceriantar poate ajunge la 6-8 cm lungime și până la 1 cm în diametru în partea superioară a discului peristomial; orificiul bucal este înconjurat de 16-32 tentacule bucale și 60 -64 tentacule marginale.

## Sistematica
Ordinul Ceriantharia cuprinde circa 141 de specii grupate în 40 de genuri cuprinse 3 familii: Arachnactidae (10 genuri, 38 specii), Botrucnidiferidae (11 genuri, 28 specii) și Cerianthidae. (19 genuri, 75 specii) 
Subordinul Spirularia
- Familia Botrucnidiferidae Carlgren, 1912
  - Genul Angianthula Leloup, 1964
  - Genul Atractanthula Leloup, 1964
  - Genul Botracnidifer
  - Genul Botruanthus
  - Genul Botrucnidiata Leloup, 1932
  - Genul Botrucnidifer
  - Genul Calpanthula
  - Genul Cerianthula Beneden, 1898
  - Genul Gymnanthula Leloup, 1964
  - Genul Hensenanthula
  - Genul Ovanthula
  - Genul Sphaeranthula
- Familia Cerianthidae Milne-Edwards & Haime, 1852
  - Genul Anthoactis Leloup, 1932
  - Genul Apiactis Beneden, 1897
  - Genul Bursanthus Leloup, 1968
  - Genul Ceriantheomorphe Carlgren, 1931
  - Genul Ceriantheopsis Carlgren, 1912
  - Genul Cerianthus Delle Chiaje, 1830
  - Genul Engodactylactis Leloup, 1942
  - Genul Isodactylactis Carlgren, 1924
  - Genul Nautanthus Leloup, 1964
  - Genul Pachycerianthus Roule, 1904
  - Genul Paradactylactis Carlgren, 1924
  - Genul Parovactis Leloup, 1964
  - Genul Peponactis Van Beneden, 1897
  - Genul Plesiodactylactis Leloup, 1942
  - Genul Sacculactis Leloup, 1964
  - Genul Solasteractis Van Beneden, 1897
  - Genul Synarachnactis Carlgren, 1924
  - Genul Syndactylactis Carlgren, 1924
  - Genul Trichactis Leloup, 1964

Subordinul Penicilaria
- Familia Arachnactidae McMurrich, 1910
  - Genul Anactinia Annandale, 1909
  - Genul Arachnactis Sars, 1846
  - Genul Arachnanthus Carlgren, 1912
  - Genul Dactylactis van Beneden, 1897
  - Genul Isapiactis Carlgren, 1924
  - Genul Isarachnactis Carlgren, 1924
  - Genul Isarachnanthus Carlgren, 1924
  - Genul Isovactis
  - Genul Ovactis
  - Genul Paranactinia